# Ophiocordyceps unilateralis
Ophiocordyceps unilateralis är en svampart tillhörande divisionen sporsäcksvampar, och som först beskrevs av Louis René Tulasne och Charles Tulasne, och fick sitt nu gällande namn av Thomas Petch. Ophiocordyceps unilateralis ingår i släktet Ophiocordyceps, och familjen Ophiocordycipitaceae. Arten är reproducerande i Sverige.
Svampen angriper myror och förändrar deras beteende. Myran infekteras av sporer när den passerar svampen och efter ett par dagar faller den ner från trädet där den vanligtvis lever och klättrar därefter upp och biter sig fast på ett löv där fukt och temperatur är optimalt för svampen, varefter den dör. Sedan växer svampens mycel inuti myran medan fruktkroppen växer ut från myrans huvud och producerar nya sporer som kan infektera fler myror.

## I populärkultur
En fiktiv variant av svampen är med i spelet The Last of Us. Infektionen sprider sig till mänskligheten och skapar en zombie-liknande sjukdom, som gör så att de infekterade blir fientliga och våldsamma mot de icke-infekterade, vilket resulterar i ett massivt utbrott som utplånar den största delen av mänskligheten.